# Unukalhai
Unukalhai (Alfa Serpentis, α Ser) je nejjasnější hvězda v souhvězdí Hada, nachází se v jeho hlavě. Vzhledem k blízkosti k nebeskému rovníku ji lze pozorovat kdekoliv na Zemi mimo centrální Antarktidu. Od Země je vzdálená asi 74 světelných let (23 parseků).
Hvězda měla tradiční názvy Unukalhai  z arabského عنق الحيّة ʽunuq al-ḥayyah ("hadí šíje") a Cor Serpentis z latinského "Hadí srdce". V roce 2016 pracovní skupina WGSN při Mezinárodní astronomické unii schválila pro hvězdu jméno Unukalhai.

## Vlastnosti
Unukalhai je dvojhvězda, jejíž hlavní složku tvoří obří hvězda spektrální třídy K2. Měřením pomocí interferometru byla zjištěna úhlová velikost 4,85±0,05", čemuž při uvedené vzdálenosti odpovídá poloměr 12krát větší oproti slunečnímu.
Hvězda vyzařuje ve viditelném světle 38 zářivého výkonu Slunce, zbytek zářivého výkonu je v infračerveném záření.
Druhá složka má zdánlivou hvězdnou velikost 11,8 a je od hlavní vzdálena 58".